# Demetrius Grosse
Demetrius Grosse (Washington, 26 febbraio 1981) è un attore statunitense.

## Biografia

### Carriera
Nato a Washington D.C., ha avuto il suo primo ruolo nella serie Numb3rs, all'età di 24 anni.
Nel 2012 ottiene il ruolo ricorrente di Errol nella serie Justified, mentre nel 2013 è Emmett Wayners in Banshee. Nel 2023 viene annunciato nel cast della futura serie MCU Wonder Man.

### Controversie
Nel corso del 2019 viene accusato di molestie sessuali e bullismo "di tipo razziale" dalla collega Afton Williamson, le quali sarebbero avvenute sul set della serie The Rookie. In particolare le accuse sarebbero state sia discriminazioni di tipo razziale e commenti inappropriati, avvenuti già dall'inizio della serie, sia un'aggresione di tipo fisico avvenuta ad una festa. Nel settembre dello stesso anno viene prosciolto dalle accuse al termine di un'indagine, compiuta dai produttori di eOne.

## Filmografia parziale

### Cinema
- Saving Mr. Banks, regia di John Lee Hancock (2013)
- Straight Outta Compton, regia di F. Gary Gray (2015)
- Love Jacked, regia di Alfons Adetuyi (2018)

### Televisione
- Numb3rs - serie TV, episodi 2x03, 2x05 (2005)
- Close to Home - Giustizia ad ogni costo (Close to Home) - serie TV, episodio 1x13 (2006)
- Dexter - serie TV, episodi 1x05-1x06 (2006)
- CSI: Miami - serie TV, episodio 5x17 (2007)
- NCIS - Unità anticrimine (NCIS) - serie TV, episodi 5x08-22x09 (2007-2024)
- Bones - serie TV, episodio 4x04 (2008)
- Heroes - serie TV, episodi 3x02, 3x10-11 (2008)
- E.R. - Medici in prima linea (E.R.)- serie TV, 6 episodi (2008-2009)
- Dr. House - Medical Division - serie TV, episodio 7x07 (2010)
- Criminal Minds: Suspect Behavior - serie TV, episodio 1x07 (2011)
- Criminal Minds - serie TV, episodio 7x07 (2011)
- Justified - L'uomo della legge (Justified) - serie TV, 12 episodi (2012-2015)
- Banshee Origins - serie TV, episodi 1x07, 1x12 (2013)
- Banshee - La città del male (Banshee) - serie TV, 20 episodi (2013-2014)
- Shameless - serie TV, episodio 5x08 (2015)
- Game of Silence - serie TV, 10 episodi (2016)
- Westworld - Dove tutto è concesso (Westworld) - serie TV, 4 episodi (2016)
- NCIS: New Orleans - serie TV, episodio 3x03 (2016)
- Hawaii Five-0 - serie TV, episodio 7x08 (2016)
- The Brave - serie TV, 13 episodi (2017-2018)
- Frontiera - serie TV, 8 episodi (2017-2018)
- Chicago P.D. - serie TV, episodio 5x19 (2018)
- The Rookie - serie TV, 5 episodi (2018-2019)
- NCIS: Los Angeles - serie TV, episodio 12x06 (2020)
- Fear the Walking Dead - serie TV, 4 episodi (2020-2022)
- Swagger - serie TV, 4 episodi (2021-2023)
- Wonder Man – miniserie TV (2025)

## Doppiatori italiani
Nelle versioni in italiano delle opere in cui ha recitato, Demetrius Grosse è stato doppiato da:
- Stefano Alessandroni in Banshee - La città del male, Hawaii Five-0, Chicago P.D., Fear the Walking Dead (ep. 6x01)
- Alessandro Ballico in Justified - L'uomo della legge, Straight Outta Compton, Rampage - Furia animale
- Stefano Mondini in Frontiera (st. 2), NCIS: Los Angeles, NCIS - Unità anticrimine
- Fabrizio Russotto in Dexter
- Claudio Fattoretto in CSI: Miami
- Achille D'Aniello in NCIS - Unità anticrimine
- Marco Bassetti in Bones
- Davide Marzi in Criminal Minds
- Carlo Scipioni in Criminal Minds: Suspect Behavior
- Andrea Lavagnino in NCIS: New Orleans
- Roberto Draghetti in 13 Hours: The Secret Soldiers of Benghazi
- Dodo Versino in Shameless
- Roberto Fidecaro in Westworld - Dove tutto è concesso (ep. 1x01)
- Mauro Magliozzi in Westworld - Dove tutto è concesso (ep. 1x03-04, 1x08)
- Simone Mori in The Brave
- Roberto Certomà in Frontiera (st. 3)
- Maurizio Di Girolamo in The Rookie
- Massimo Bitossi in Fear the Walking Dead (st. 7)